# ICC Women’s World Twenty20 2016
Die ICC World Women’s Twenty20 2016 war die fünfte Weltmeisterschaft im Twenty20-Cricket der Frauen und fand parallel zur Weltmeisterschaft der Männer vom 15. März bis 3. April 2016 in Indien statt. Gewinner waren die West Indies, die sich im Finale mit 8 Wickets gegen Australien durchsetzen konnten.

## Teilnehmer
Das Teilnehmerfeld bestand aus zehn Mannschaften. Dabei qualifizierten sich die ersten acht Teams des ICC Women’s World Twenty20 2014 automatisch. Irland und Bangladesch qualifizierten sich bei einem Qualifikationsturnier für diese Weltmeisterschaft.
| - Australien - Bangladesch - England - Indien - Irland | - Neuseeland - Pakistan - Südafrika - Sri Lanka - West Indies |

## Austragungsorte
Die Stadien wurden am 21. Juli 2015 vom BCCI bekanntgegeben, wobei auch festgelegt wurde, dass das Finale in Kolkata stattfinden soll. Anders als bei den Herren werden auch Spiele in Chennai ausgetragen.
| Stadion                                      | Stadt       | Kapazität |
| -------------------------------------------- | ----------- | --------- |
| M. Chinnaswamy Stadium                       | Bengaluru   | 40.000    |
| M. A. Chidambaram Stadium                    | Chennai     | 38.000    |
| Himachal Pradesh Cricket Association Stadium | Dharamshala | 23.000    |
| Eden Gardens                                 | Kolkata     | 66.349    |
| Punjab Cricket Association IS Bindra Stadium | Mohali      | 26.950    |
| Wankhede Stadium                             | Mumbai      | 32.000    |
| Vidarbha Cricket Association Stadium         | Nagpur      | 45.000    |
| Feroz Shah Kotla Ground                      | Neu-Delhi   | 40.715    |

## Kaderlisten
Die Teams benannten die folgenden Kader für das Turnier. Irland benannte seinen Kader am 19. Januar, Neuseeland am 3. Februar, Indien am 5. Februar, Sri Lanka am 9. Februar, England am 17. Februar und Südafrika am 25. Februar 2016.
| WTwenty20 | WTwenty20 | WTwenty20 | WTwenty20 | WTwenty20 |
| Australien | Bangladesch | England | Indien | Irland |
| --- | --- | --- | --- | --- |
| - Meg Lanning (K) - Alex Blackwell - Kristen Beams - Nicola Carey - Lauren Cheatle - Sarah Coyte - Rene Farrell - Holly Ferling - Alyssa Healy (wk) - Jess Jonassen - Beth Mooney (wk) - Erin Osborne - Ellyse Perry - Megan Schutt - Elyse Villani                              | - Jahanara Alam (K) - Ayesha Rahman - Farzana Hoque - Khadija Tul Kubra - Lata Mondol - Nahida Akter - Nigar Sultana (wk) - Panna Ghosh - Ritu Moni - Rumana Ahmed - Sanjida Islam - Sharmin Akhter - Shaila Sharmin | - Charlotte Edwards (K) - Heather Knight (VK) - Tammy Beaumont (wk) - Katherine Brunt - Georgia Elwiss - Natasha Farrant - Lydia Greenway - Rebecca Grundy - Jenny Gunn - Amy Jones (wk) - Laura Marsh - Natalie Sciver - Anya Shrubsole - Sarah Taylor - Danni Wyatt                                                       | - Mithali Raj (K) - Jhulan Goswami (VK) - Ekta Bisht - Rajeshwari Gayakwad - Thrush Kamini - Harmanpreet Kaur - Veda Krishnamurthy - Smriti Mandhana - Niranjana Nagarajan - Shikha Pandey - Smriti Mandhana - Vellaswamy Vanitha - Sushma Verma (wk) - Poonam Yadav | - Isobel Joyce (K) - Catherine Dalton - Laura Delany - Kim Garth - Jennifer Gray - Cecelia Joyce - Shauna Kavanagh - Amy Kenealy - Gaby Lewis - Robyn Lewis - Kate McKenna - Ciara Metcalfe - Lucy O’Reilly - Clare Shillington - Mary Waldron (wk)                |
| Neuseeland | Pakistan | Sri Lanka | Südafrika | West Indies |
| - Suzie Bates (K) - Sophie Devine (VK) - Erin Bermingham - Leigh Kasperek - Felicity Leydon-Davis - Katey Martin (wk) - Sara McGlashan (wk) - Thamsyn Newton - Morna Nielsen - Katie Perkins - Anna Peterson - Rachel Priest (wk) - Hannah Rowe - Amy Satterthwaite - Lea Tahuhu | - Sana Mir (K) - Aliya Riaz - Anam Amin - Asmavia Iqbal - Bismah Maroof - Diana Baig - Iram Javed - Javeria Khan - Muneeba Ali - Nahida Khan - Nain Abidi - Nida Dar - Sadia Yousuf - Sidra Ameen - Sidra Nawaz (wk) | - Shashikala Siriwardene (VK) - Chamari Athapaththu (K) - Nipuni Hansika - Ama Kanchana - Hansima Karunaratne - Sugandika Kumari - Eshani Lokusuriyage - Harshitha Madavi - Dilani Manodara (wk) - Yashoda Mendis - Udeshika Prabodhani - Oshadi Ranasinghe - Inoka Ranaweera - Nilakshi de Silva - Sripali Weerakkody (wk) | - Mignon du Preez (K) - Trisha Chetty (VK) - Moseline Daniels - Yolani Fourie - Shabnim Ismail - Marizanne Kapp - Ayabonga Khaka - Odine Kirsten - Masabata Klaas - Lizelle Lee - Marcia Letsoalo - Suné Luus - Dané van Niekerk - Chloe Tryon                       | - Stafanie Taylor (K) - Shakera Selman (VK) - Merissa Aguilleira - Shemaine Campbelle - Shamilia Connell - Britney Cooper - Deandra Dottin - Afy Fletcher - Stacy-Ann King - Kycia Knight - Hayley Matthews - Anisa Mohammed - Shaquana Quintyne - Tremayne Smartt |

## Turnier

### Modus
In die zwei Vorrundengruppen wurden jeweils fünf Teams gelost, in denen Jeder gegen Jeden jeweils ein Spiel absolviert. Dabei gibt es für die siegreiche Mannschaft zwei Punkte, für die unterlegene keinen. Kann kein Sieger festgestellt werden (beispielsweise durch Regenabbruch) erhielten beide Mannschaften je einen Punkt. Sollte nach den gespielten Innings beider Mannschaften beide die gleiche Anzahl von Runs erzielt haben, folgt ein Super Over. Nach der Vorrunde qualifizieren sich jeweils die besten beiden Mannschaften beider Gruppen für das Halbfinale, wobei bei Punktgleichheit die Net Run Rate entscheidend ist. Die beiden Sieger der Halbfinals spielen anschließend das Finale aus. Die dritt- und viertplatzierten der Vorrundengruppen spielen in zwei Qualifikationsspielen die beiden Mannschaften aus, die sich zusätzlich zu den Halbfinalisten für die World Women’s Twenty20 2016 qualifizieren.

## Vorrunde

### Gruppe A
Tabelle
| Gruppe A   | Sp. | S | N | NR | P | NRR    |
| ---------- | --- | - | - | -- | - | ------ |
| Neuseeland | 4   | 4 | 0 | 0  | 8 | +2.430 |
| Australien | 4   | 3 | 1 | 0  | 6 | +0.613 |
| Sri Lanka  | 4   | 2 | 2 | 0  | 4 | −0.240 |
| Südafrika  | 4   | 1 | 3 | 0  | 2 | +0.173 |
| Irland     | 4   | 0 | 4 | 0  | 0 | −2.817 |

Spiele
| 15. März Scorecard | Neu-Delhi | Sri Lanka 110-8 (20)             | – | Neuseeland 111-3 (15.5) |
|                    |           | Neuseeland gewinnt mit 7 Wickets |   |                         |

| 18. März Scorecard | Mohali | Neuseeland 177-3 (20)          | – | Irland 84-5 (20) |
|                    |        | Neuseeland gewinnt mit 93 Runs |   |                  |

| 18. März Scorecard | Nagpur | Südafrika 102-6 (20)             | – | Australien 105-4 (18.3) |
|                    |        | Australien gewinnt mit 6 Wickets |   |                         |

| 20. März Scorecard | Mohali | Sri Lanka 129-7 (20)          | – | Irland 115-8 (20) |
|                    |        | Sri Lanka gewinnt mit 14 Runs |   |                   |

| 21. März Scorecard | Nagpur | Australien 103-8 (20)            | – | Neuseeland 104-4 (16.2) |
|                    |        | Neuseeland gewinnt mit 6 Wickets |   |                         |

| 23. März Scorecard | Chennai | Südafrika 156-5 (20)          | – | Irland 89-9 (20) |
|                    |         | Südafrika gewinnt mit 67 Runs |   |                  |

| 24. März Scorecard | Neu-Delhi | Sri Lanka 123-8 (20)             | – | Australien 125-1 (17.4) |
|                    |           | Australien gewinnt mit 9 Wickets |   |                         |

| 26. März Scorecard | Neu-Delhi | Irland 91-7 (20)                 | – | Australien 92-3 (13.2) |
|                    |           | Australien gewinnt mit 7 Wickets |   |                        |

| 26. März Scorecard | Bengaluru | Südafrika 99 (19.3)              | – | Neuseeland 100-3 (14.3) |
|                    |           | Neuseeland gewinnt mit 7 Wickets |   |                         |

| 28. März Scorecard | Bengaluru | Sri Lanka 114-7 (20)          | – | Südafrika 104-7 (20) |
|                    |           | Sri Lanka gewinnt mit 10 Runs |   |                      |

### Gruppe B
Tabelle
| Gruppe B    | Sp. | S | N | NR | P | NRR    |
| ----------- | --- | - | - | -- | - | ------ |
| England     | 4   | 4 | 0 | 0  | 8 | +1.417 |
| West Indies | 4   | 3 | 1 | 0  | 6 | +0.688 |
| Pakistan    | 4   | 2 | 2 | 0  | 4 | −0.637 |
| Indien      | 4   | 1 | 3 | 0  | 2 | +0.790 |
| Bangladesch | 4   | 0 | 4 | 0  | 0 | −2.306 |

Spiele
| 15. März Scorecard | Bengaluru | Indien 163-5 (20)          | – | Bangladesch 91-5 (20) |
|                    |           | Indien gewinnt mit 72 Runs |   |                       |

| 16. März Scorecard | Chennai | West Indies 103-8 (20)         | – | Pakistan 99-5 (20) |
|                    |         | West Indies gewinnt mit 4 Runs |   |                    |

| 17. März Scorecard | Bengaluru | England 153-7 (20)          | – | Bangladesch 117-6 (20) |
|                    |           | England gewinnt mit 36 Runs |   |                        |

| 19. März Scorecard | Neu-Delhi | Indien 96-7 (20)                         | – | Pakistan 77-6 (16/16) |
|                    |           | Pakistan gewinnt mit 2 Runs (D/L method) |   |                       |

| 20. März Scorecard | Chennai | West Indies 148-4 (20)          | – | Bangladesch 99 (18.3) |
|                    |         | West Indies gewinnt mit 49 Runs |   |                       |

| 22. März Scorecard | Dharamshala | Indien 90-8 (20)              | – | England 92-8 (19) |
|                    |             | England gewinnt mit 2 Wickets |   |                   |

| 24. März Scorecard | Dharamshala | West Indies 108-4 (20)       | – | England 109-9 (20) |
|                    |             | England gewinnt mit 1 Wicket |   |                    |

| 24. März Scorecard | Neu-Delhi | Bangladesch 113-9 (20)         | – | Pakistan 114-1 (16.3) |
|                    |           | Pakistan gewinnt mit 9 Wickets |   |                       |

| 27. März Scorecard | Bengaluru | West Indies 114-8 (20)         | – | Indien 111-9 (20) |
|                    |           | West Indies gewinnt mit 3 Runs |   |                   |

| 27. März Scorecard | Chennai | England 148-5 (20)          | – | Pakistan 80 (17.5) |
|                    |         | England gewinnt mit 68 Runs |   |                    |

## Halbfinale
| 30. März Scorecard | Neu-Delhi | Australien 132-6 (20)         | – | England 127-7 (20) |
|                    |           | Australien gewinnt mit 7 Runs |   |                    |

| 31. März Scorecard | Mumbai | West Indies 143-6 (20)         | – | Neuseeland 137-8 (20) |
|                    |        | West Indies gewinnt mit 6 Runs |   |                       |

## Finale
| 3. April Scorecard | Kolkata | Australien 148-5 (20)             | – | West Indies 149-2 (19.3) |
|                    |         | West Indies gewinnt mit 8 Wickets |   |                          |